# Демультипликатор
Демультиплика́тор (от де- — приставка, обозначающая отрицательное действие и multiplication (мультипликатор)) — элемент трансмиссии автомобиля, расширяющий диапазон преобразования крутящего момента и частоты вращения, осуществляемый коробкой передач. Может располагаться непосредственно в коробке передач, в раздаточной коробке, в главной передаче. Конструктивно — зубчатая или планетарная передача.

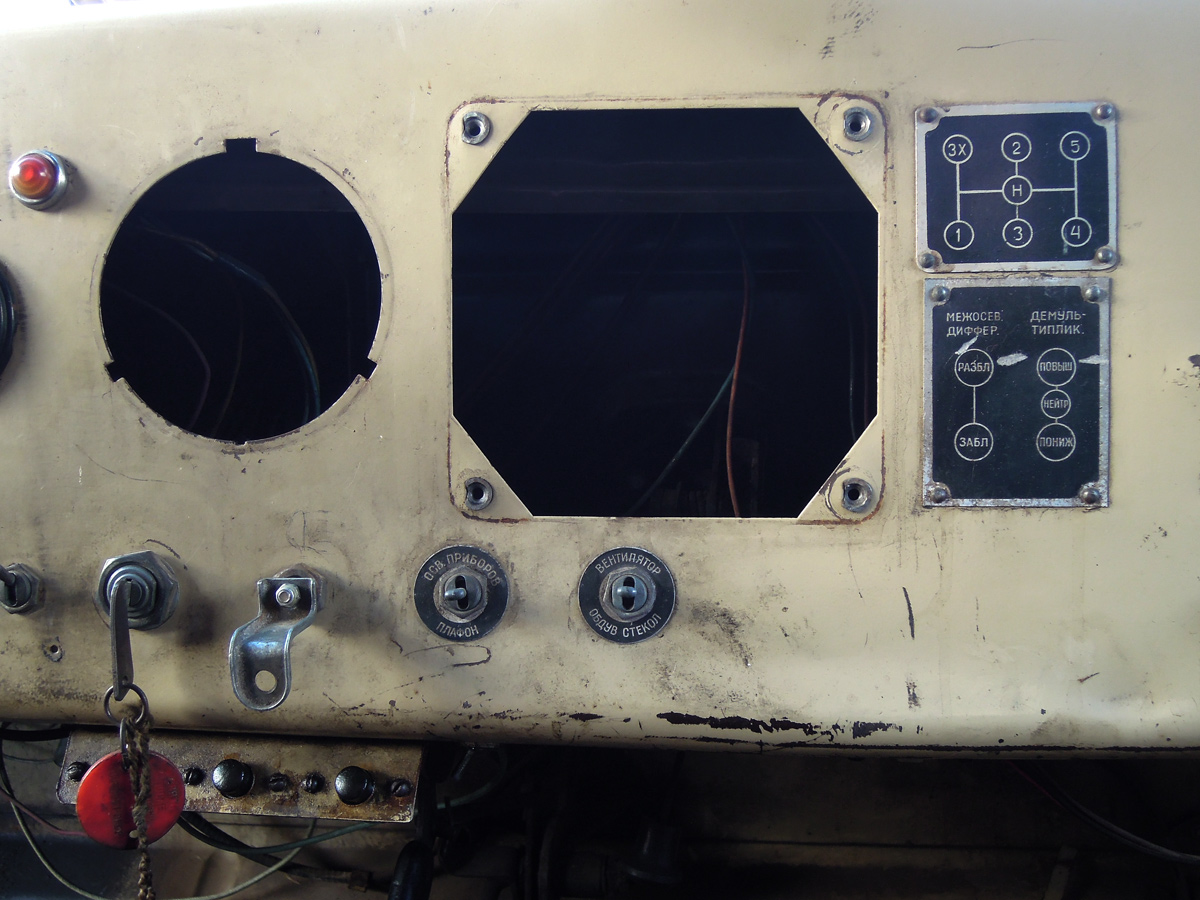
Середина приборной панели тягача КрАЗ-258, справа внизу — диаграмма управления раздаточной коробкой, правый рычаг которой управляет демультипликатором

## Демультипликаторы в трансмиссиях дорожных грузовых автомобилей
Как правило, демультипликатор устанавливается на автомобилях, у которых снаряжённая и полная масса может отличаться во много раз — это седельные тягачи и дорожные грузовые автомобили, у которых полная масса близка к максимально разрешённой на дорогах общего пользования. Здесь обычно демультипликаторы находятся после основного набора ступеней в коробке передач и выполняют функцию делителя — устройства для разбивки интервалов ступеней основного набора передаточных отношений в коробке передач.

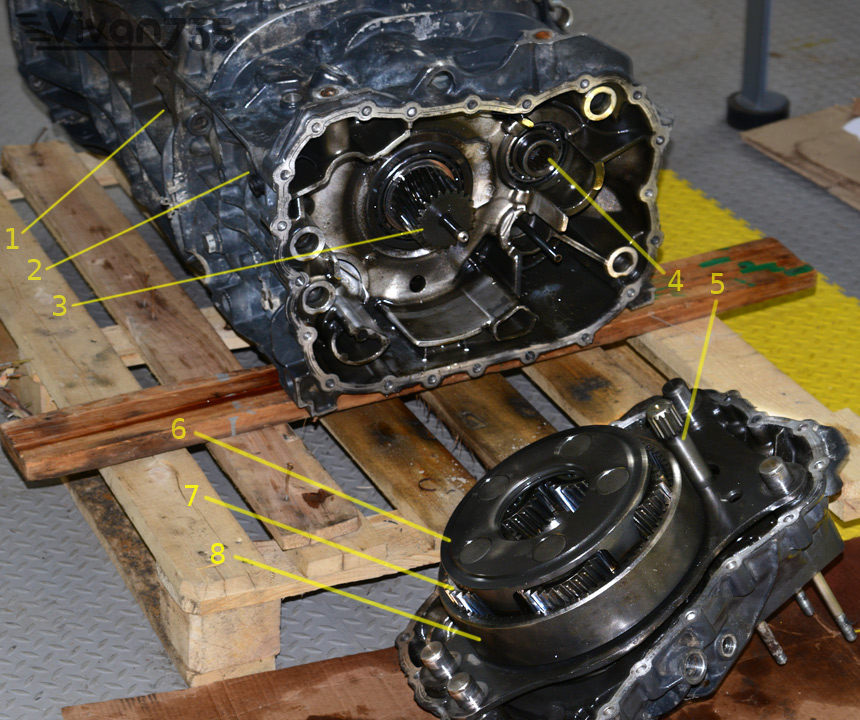
16-ступенчатая коробка передач, модели ZF 16S181 со вскрытым задним картером.
3 — ведомый вал основной коробки передач, и ведущая шестерня демультипликатора;
5 — 8 — двухступенчатый планетарный демультипликатор и его механизм переключения ступеней.
Данная коробка передач применяется на седельных тягачах, демультипликатор выполняет функцию делителя.

### КАМАЗ
К примеру, на некоторых моделях автомобилей КАМАЗ между сцеплением и коробкой передач устанавливается делитель (дополнительная двухступенчатая коробка передач) с прямой и повышенной передачами. Когда автомобиль не загружен, движение происходит на повышенной передаче демультипликатора, при эксплуатации с большой нагрузкой (например, буксировка прицепа или полуприцепа, особенно в неблагоприятных дорожных условиях) водитель включает прямую передачу демультипликатора. Таким образом, вместо пяти передач автомобиль имеет в два раза больше. С включенной прямой передачей демультипликатора общее передаточное число КПП оказывается ниже. Например, передаточное число 5-й передачи с выключенным демультипликатором (5-я низшая) находится между передаточными числами 4-й и 5-й передач с демультипликатором (высших). Если водитель чувствует, что при необходимой скорости движения на 5-й передаче двигатель работает «внатяг», с перегрузкой, а на 4-й обороты велики и двигатель «перекручен», то переключив демультипликатор (делитель) на пониженную передачу, он получает ступень более оптимального для текущих условий движения промежуточного передаточное отношение в трансмиссии.
На рычаге переключения передач грузовых автомобилей с делителем находится переключатель («флажок»), соединённый гибким тросиком с газораспределителем. После того, как водитель произведёт переключение на рычаге, он нажимает на педаль сцепления и исполнительный пневмопривод переключает передачу в делителе. Некоторые КПП имеют два делителя — один на входе (собственно делитель, на жаргоне также называется «полпередачи»), второй на выходе (демультипликатор). Делитель используется на всех передачах, включая задний ход, для незначительного изменения передаточного числа, а демультипликатор переключает трансмиссию между низшими и высшими передачами, переключается он качанием рычага КПП до упора влево-вправо либо дополнительной клавишей сбоку рычага КПП.

### Scania
Так устроены, например, коробки передач Scania GRS905 и ZF 16S151. Конструктивно это 4-ступенчатые МКПП (четыре передачи переднего хода и одна заднего), дополненные делителем и демультипликатором. Трогание и движение на малых скоростях идут при включенном демультипликаторе (на нижнем ряду), понижающем частоту вращения выходного вала в 3,75 раза (для коробки GRS905), при этом на коробке 16S151 можно включить передачи 1-4 или задний ход (R), на коробке GRS905 — передачи 1-3, а также «ползучую» передачу (очень медленную, С) или R. После разгона до определённой скорости водитель переходит на верхний ряд (демультипликатор выключается, кратковременным движением рычага из нейтрали до упора вправо или подъёмом боковой клавиши), передаточное число трансмиссии падает в 3,75 раза и передачи 1-4 становятся передачами 5-8 — 1-я передача основной КПП после выключения демультипликатора даёт эффект 5-й передачи, 2-я передача становится 6-й и так далее.
Передачи основной коробки на верхнем ряду переключаются теми же движениями рычага, что и на нижнем. С верхнего ряда на нижний переходят качком рычага из нейтрали влево либо опусканием боковой клавиши, но на скорости не более 20-25 км/ч, чтобы из-за резко возросшего передаточного числа не произошло поломок двигателя или КПП. Делитель, управляемый передней клавишей, можно использовать на любой передаче, включая задний ход.

## Демультипликаторы в трансмиссияхвнедорожных автомобилей
На внедорожных автомобилях раздаточная коробка всегда имеет две передачи — высшую (как правило, прямую) и низшую (понижающую), а также нейтральную. На автомобилях с подключаемым полным приводом включение пониженной передачи обычно возможно только на стоящем автомобиле и только на включённом режиме полного привода.

### Урал
На автомобиле «Урал-377» (вариант полноприводного «Урала-375» с колёсной формулой 6×4 без ведущего переднего моста) раздаточная коробка, разумеется, отсутствовала, вместо неё стояла дополнительная КПП с прямой и понижающей передачей.

### Иномарки
На некоторых легковых автомобилях с полным приводом (разработаны на основе машин с переднеприводной компоновкой), например, Toyota Sprinter Carib, автомобили фирмы Subaru с механической коробкой передач имеется дополнительная понижающая первая передача, включаемая только при подключенном заднем мосту.

## Демультипликатор в составе механизма поворота гусеничной машины
Некоторые типы планетарных механизмов поворота гусеничных машин, конструкция которых включает в себя два двухскоростных дифференциальных редуктора, позволяют реализовать функцию демультипликатора посредством одновременного группового (парного) переключения обоих редукторов с одного режима работы на другой — с повышенной передачи на пониженную. При этом, как и в случае с демультипликатором, входящим в состав коробки передач, на выходе происходит увеличение крутящего момента с одновременным уменьшением частоты вращения. Подобная опция является лишь следствием возможностей подобных механизмов поворота обеспечивать два передаточных отношения для маневрирования и формально демультипликатором не является, хотя и может использовать наподобие него.
Вопреки широко распространённому мнению о наличии опции демультипликатора в механизмах поворота подавляющего большинства гусеничных машин, фактически таковая присутствовала лишь на относительно старой технике: британские танки Cavalier, Covenanter, Crusader; чешский танк LT vz.38; венгерский танк Turan; японский танк 三式中戦車 (Чи-Ну); советские танки ИС-1, ИС-2, ИС-3, Т-44, Т-54, Т-55, Т-62; советские боевые машины БМП-1, БМП-2; советский гусеничный тягач АТ-С. Также подобной опцией обладают некоторые малоиспользуемые на современных машинах двухпоточные механизмы поворота по типу такового на танке Пантера: сама Пантера, советский гусеничный тягач АТ-Л, советские боевые гусеничные машины МТ-ЛБ и МТ-ЛБу.